# Chersotis signata
Chersotis signata är en fjärilsart som beskrevs av Löberbauer 1951. Chersotis signata ingår i släktet Chersotis och familjen nattflyn. Inga underarter finns listade i Catalogue of Life.